# Zombie (dator)
En zombie är i datorsammanhang en dator ansluten till internet som någon utomstående tagit kontroll över och som används till att utföra uppgifter som dess ägare är ovetande om.

## Vanliga användningsområden för zombier
Zombier kan användas till att skicka skräppost, generera trafik på webbplatser som blir sponsrade utifrån antalet besök, för att utföra säkerhetsattacker med mera. Ofta koordineras ett stort antal zombiemaskiner i ett botnet, det finns exempel där mer än en miljon olika datorer använts för attacker. En zombiemaskin kan också användas som proxy för en person som vill dölja sin identitet och IP-adress.

## Intrång
Datorer kan förvandlas till zombier genom intrång av datorvirus, trojaner, eller genom exploaterande av felaktigheter i program som redan finns installerade på datorn. Normalt installeras något nytt program på datorn som utför zombieuppgifterna - ofta utan att användaren upptäcker det. Datorer kan skyddas mot sådana intrång med hjälp av antivirusprogram och brandväggar och genom att undvika att till exempel webbservrar körs i onödan. En annan ingång för elakartade program är om användaren manuellt tillåter program från webbplatser att installeras.